# Jüdische Elementarschule (Könen)
Die Jüdische Elementarschule in Könen, einem Stadtteil von Konz an der Mosel im Landkreis Trier-Saarburg in Rheinland-Pfalz, war eine Elementarschule, die von der Jüdischen Gemeinde Könen unterhalten wurde.

## Geschichte
Das vermutlich um 1850 errichtete Schulgebäude befand sich am westlichen Ortsausgang der Reinigerstraße neben der Synagoge. Das Gebäude wurde abgerissen.
Die jüdische Schule in Könen dürfte schon lange vor dem Bau des Schulgebäudes bestanden haben. Der Unterricht fand vor dem Schulneubau wohl in Privaträumen statt. Auch die jüdischen Kinder aus Wasserliesch besuchten die jüdische Schule in Könen. Im Jahr 1849 gab es zusammen 22 schulpflichtige jüdische Kinder in Wasserliesch und Könen, von denen nur zwei die christliche Schule besuchten. Damit war die jüdische Schule in Könen nach der jüdischen Schule in Aach die zweitgrößte im Landkreis Trier. 
Im Jahr 1853 wurde die jüdische Elementarschule in eine Religionsschule umgewandelt. Die jüdischen Kinder besuchten von nun an die christliche Schule und erhielten von einem Religionslehrer den jüdischen Religionsunterricht außerhalb des regulären Schulunterrichts. 
Der Religionslehrer wurde in den folgenden Jahrzehnten von der jüdischen Gemeinde Könen besoldet und übte auch die Funktion des Kantors und Schochet aus. Der jüdische Religionsunterricht erfolgte bis in die 1930er Jahre.

## Lehrer
- 1849: Samuel Orenstein
- 1851: Mayer Hirsch
- 1852: Manfred Singer